# Хрестівка (селище)
Хрестівка — селище в Україні (до 2016 року — Незаможник), у Звенигородському районі Черкаської області, у складі Вільшанської селищної громади. Населення — 4 чоловіка (на 2001 рік).
Село офіційно вимерло у 2020-х роках.[джерело?]

## Історія
- Село постраждало внаслідок геноциду українського народу, проведеного окупаційним урядом СССР 1932—1933 та 1946–1947 роках.